# 亞歷山德里亞 (印地安納州)
亞歷山德里亞（英語：Alexandria）是一個位於美國印地安納州麥迪遜縣的城市。

## 人口
根據2010年美國人口普查的數據，亞歷山德里亞的面積為7.83平方千米，當中陸地面積為7.83平方千米，而水域面積為0.00平方千米。當地共有人口5,145人，而人口密度為每平方千米657.09人。